# Henou (mythologie)
Pour les articles homonymes, voir Henou.
Dans l'ogdoade d'Hermopolis, Henou associé à Hehet, incarne l'infinité spatiale et liquide. Dans les textes des sarcophages, il est associé à Noun en tant que personnification du milieu primordial. Par jeu de mots, il est proche de Heh, dont il est pourtant distinct. 